# Malali, Holenarsipur
Malali là một làng thuộc tehsil Holenarsipur, huyện Hassan, bang Karnataka, Ấn Độ.